# 大湖碧湖宮
大湖碧湖宮位於高雄市湖內區大湖里，為南鯤鯓代天府第一間分靈廟。
主祀池府千歲、李府千歲、吳府千歲、朱府千歲、范府千歲、武秦王，副祀中軍爺、林王爺、五穀王、太子爺、福德正神、註生娘娘，隸祀虎爺。

## 歷史沿革
大湖遠在清治乾隆五十一年（1786年）奉祀南鯤鯓代天府池府千歲，至嘉慶五年（1800年）興建碧湖宮落成，再增李、吳、朱、范等諸神，合祀為五府千歲，使得五府千歲的聲威在嘉慶年間即宏揚於高雄縣市......乾隆五十一年有一伶人攜南鯤鯓五府千歲聖像，僑居大湖為館，時值林爽文之亂，廬社盡成灰燼，所懷神像埋諸瓦礫榛棘之中，時發毫光，兒童奇之，共發而戲舁，竟大發神威，莫不仆倒，成人亦然，時境眾乃擇本址......至嘉慶五年使奠建正廟......
- 嘉慶五年（1800年）在大湖落成。
- 民國三十九年七月二日重建落成。
- 民國八十七年（1998年）重建落成，七月二日入廟安座。[2]
- 民國八十九年（2000年）啟建庚辰科五朝王醮。

## 分靈
高雄市湖內區田尾里的田尾玉湖宮、高雄市橋頭區的白樹代天府，臺南市以南各縣市約百餘處。
臺南市安南區溪頂寮中安宮之主神中軍元帥係民國四十年（1951年）由本廟中軍府分靈，每逢子、卯、午、酉年會前來進香。

## 大湖香宿蕭壠
碧湖宮建廟後，每歲三月十五日必集合轄域分靈廟宇，組成逾萬人的龐大進香團前往南鯤鯓代天府進香，於翌日步行北上，經台南竹篙厝入西港，夜宿蕭壠（今佳里），故有「大湖香宿蕭壠」之諺流傳。進香畢，再循原路回大湖，此香約在日治時代斷香，至民國七十六年（1986年）間始再恢復，但已改步行為車行了。